# Westsemitische Sprachen
Die westsemitischen Sprachen bestehen aus sämtlichen semitischen Sprachen, mit Ausnahme der zwei ostsemitischen Sprachen Akkadisch und Eblaitisch, die beide ausgestorben sind. Die Untergliederung in west- und ostsemitische Sprachen beruht hauptsächlich auf den Forschungsarbeiten von Robert Hetzron und John Huehnergard (siehe auch Klassifikation der semitischen Sprachen).
Die wichtigste gemeinsame Neuerung, welche die westsemitischen Sprachen gegenüber den ostsemitischen Sprachen aufweisen, ist die Verwendung der Suffixkonjugation zum Ausdruck des Perfekts (z. B. arabisch waladat „sie hat (ein Kind) geboren“). Im Ostsemitischen wird hingegen – wahrscheinlich im Einklang mit dem Ursemitischen – der Stativ, der einen Zustand ausdrückt, auf dieselbe Weise gebildet (z. B. akkadisch waldat „sie ist geboren“).